# Венедиктов, Иван Иванович
Иван Иванович Венедиктов (1820—1894) — русский государственный деятель, тайный советник (1876).

## Биография
Родился 7 (19) сентября 1820 года в семье популярного в своё время в Москве хирурга, «оператора каменных болезней» Ивана Ивановича Венедиктова (1784—1823). По ограниченности средств отца, воспитывался в 1-м Московском кадетском корпусе, потом в Дворянском полку, из которого был выпущен в Лейб-гвардии Волынский полк; в службе с 8 августа 1839 года.
В 1847 году вышел в отставку и служил последовательно — в Департаменте полиции, в управлении путей сообщения и в Государственном контроле, где участвовал в следственной комиссии по поверке отчётов о работах подрядчика Гиммельфарба, имя которого сделалось в эпоху Севастополя позорно громким. Из Госконтроля Венедиктов перешёл на службу в военно-учебное ведомство, где был вице-директором военно-учебных заведений; по упразднении этой должности назначен был членом от Военного министерства Казанского военно-окружного совета.
Действительный статский советник — с 4 мая 1862 года; тайный советник — с 1876 года[уточнить].
Умер 20 ноября (2 декабря) 1894 года.
Оставил после себя интересные воспоминания «За шестьдесят лет», опубликованные его внуком Владимиром Манассеиным в «Русской старине» в 1905 году.

## Награды
- орден Св. Станислава 2-й ст. (1857)
- орден Св. Владимира 3-й ст. (1864)
- орден Св. Станислава 1-й ст. (1866)
- орден Св. Анны 1-й ст. (1868); императорская корона к ордену (1870)
- орден Св. Владимира 2-й ст. (1872)